# Cellino San Marco
Cellino San Marco (anomenada Cellino fino al 1862) és un comune italià de 6.420 habitants de la província de Bríndisi, a la Pulla.
Es troba entre Lecce i Bríndisi, de les quals hi ha una distància de 22 i 18 km respectivament.

## Demografia

### Ètnies i minories estrangeres
El 31 de desembre de 2014, 67 persones estrangeres regularitzades (14 homes i 53 dones) estaven registrades al territori municipal, el que equival aproximadament a l'1,0% de la població resident. La comunitat més gran és, de llarg, la romanesa.
Es reporten les nacionalitats més representades:
- Romania: 55
- Rússia: 5
- Albània: 5